# Сахуарита
Сахуарита (на английски: Sahuarita) е град в окръг Пима, щата Аризона, САЩ. Сахуарита е с население от 16 153 жители (2007) и обща площ от 80 km². Намира се на 824 m надморска височина. ЗИП кодът му е 85629, а телефонният му код е 520.